# 小行星5997
小行星5997（5997 Dirac）是一颗绕太阳运转的小行星，为主小行星带小行星。该小行星于1983年10月1日发现，其命名來自於英國物理學家保羅·狄拉克。

## 轨道参数
小行星5997的軌道半長軸為2.2094116 UA，離心率為0.174。

## 外部連結
- 噴氣推進實驗室-小行星5997 （页面存档备份，存于）